# Suyalhó
Suyalhó är en ort i Mexiko.   Den ligger i kommunen Mitontic och delstaten Chiapas, i den sydöstra delen av landet, 800 km öster om huvudstaden Mexico City. Suyalhó ligger 2 040 meter över havet och antalet invånare är 644.
Terrängen runt Suyalhó är kuperad söderut, men norrut är den bergig. Terrängen runt Suyalhó sluttar norrut. Runt Suyalhó är det ganska tätbefolkat, med 134 invånare per kvadratkilometer. Närmaste större samhälle är San Cristóbal de las Casas, 17,8 km söder om Suyalhó. Omgivningarna runt Suyalhó är en mosaik av jordbruksmark och naturlig växtlighet.